# Dicranomyia kansuensis
Dicranomyia kansuensis là một loài ruồi trong họ Limoniidae. Chúng phân bố ở miền Cổ bắc.